# Сатурн (премия, 1979)
6-я церемония вручения наград премии «Сатурн» за заслуги в области фантастики, фэнтези и фильмов ужасов за 1978 год состоялась 24 февраля 1979 года.

## Лауреаты и номинанты
Лауреаты указаны первыми, выделены жирным шрифтом и  отдельным цветом. 

### Основные категории
| Категория                                                                  | Лауреаты и номинанты                                                   | Лауреаты и номинанты                                                 | Лауреаты и номинанты                                                 |
| -------------------------------------------------------------------------- | ---------------------------------------------------------------------- | -------------------------------------------------------------------- | -------------------------------------------------------------------- |
| Лучший научно-фантастический фильм                                         | • Супермен / Superman                                                  | • Супермен / Superman                                                | • Супермен / Superman                                                |
| Лучший научно-фантастический фильм                                         | • Мальчики из Бразилии / The Boys from Brazil                          |                                                                      |                                                                      |
| Лучший научно-фантастический фильм                                         | • Козерог-1 / Capricorn One                                            |                                                                      |                                                                      |
| Лучший научно-фантастический фильм                                         | • Кот из космоса / The Cat from Outer Space                            |                                                                      |                                                                      |
| Лучший научно-фантастический фильм                                         | • Вторжение похитителей тел / Invasion of the Body Snatchers           |                                                                      |                                                                      |
| Лучший фильм-фэнтези                                                       | • Небеса могут подождать / Heaven Can Wait                             | • Небеса могут подождать / Heaven Can Wait                           | • Небеса могут подождать / Heaven Can Wait                           |
| Лучший фильм-фэнтези                                                       | • Властелин колец (м/ф) / The Lord of the Rings                        |                                                                      |                                                                      |
| Лучший фильм-фэнтези                                                       | • Чудесный визит / La Merveilleuse Visite                              |                                                                      |                                                                      |
| Лучший фильм-фэнтези                                                       | • Опаснейшее путешествие / Обитатели холмов (м/ф) / Watership Down     |                                                                      |                                                                      |
| Лучший фильм-фэнтези                                                       | • Виз / The Wiz                                                        |                                                                      |                                                                      |
| Лучший фильм ужасов                                                        | • Плетёный человек / The Wicker Man                                    | • Плетёный человек / The Wicker Man                                  | • Плетёный человек / The Wicker Man                                  |
| Лучший фильм ужасов                                                        | • Хэллоуин / Halloween                                                 |                                                                      |                                                                      |
| Лучший фильм ужасов                                                        | • Магия / Magic                                                        |                                                                      |                                                                      |
| Лучший фильм ужасов                                                        | • Прикосновение медузы / The Medusa Touch                              |                                                                      |                                                                      |
| Лучший фильм ужасов                                                        | • Пиранья / Piranha                                                    |                                                                      |                                                                      |
| Лучшая анимация (Best Animation)                                           | • Опаснейшее путешествие (Обитатели холмов) / Watership Down           | • Опаснейшее путешествие (Обитатели холмов) / Watership Down         | • Опаснейшее путешествие (Обитатели холмов) / Watership Down         |
| Лучший актёр                                                               |                                                                        |                                                                      |                                                                      |
|                                                                            | • Уоррен Битти — «Небеса могут подождать» (за роль Джо Пендлтона)      |                                                                      |                                                                      |
| • Кристофер Ли — «Плетёный человек» (за роль Лорда Саммерайла)             |                                                                        |                                                                      |                                                                      |
| • Лоренс Оливье — «Мальчики из Бразилии» (за роль Эзры Либермана)          |                                                                        |                                                                      |                                                                      |
| • Кристофер Рив — «Супермен» (за роль Кларка Кента / Супермена)            |                                                                        |                                                                      |                                                                      |
| • Дональд Сазерленд — «Вторжение похитителей тел» (за роль Мэтью Беннелла) |                                                                        |                                                                      |                                                                      |
| Лучшая актриса                                                             |                                                                        | • Марго Киддер — «Супермен» (за роль Лоис Лейн)                      | • Марго Киддер — «Супермен» (за роль Лоис Лейн)                      |
| Лучшая актриса                                                             | • Женевьев Бюжо — «Кома» (за роль доктора Сьюзен Уилер)                |                                                                      |                                                                      |
| Лучшая актриса                                                             | • Брук Адамс — «Вторжение похитителей тел» (за роль Элизабет Дрисколл) |                                                                      |                                                                      |
| Лучшая актриса                                                             | • Энн-Маргрет — «Магия» (за роль Пэгги Энн Сноу)                       |                                                                      |                                                                      |
| Лучшая актриса                                                             | • Дайана Росс — «Виз» (за роль Дороти)                                 |                                                                      |                                                                      |
| Лучший актёр второго плана                                                 |                                                                        | • Бёрджесс Мередит — «Магия» (за роль Бена Грина)                    | • Бёрджесс Мередит — «Магия» (за роль Бена Грина)                    |
| Лучший актёр второго плана                                                 | • Джеймс Мэйсон — «Небеса могут подождать» (за роль мистера Джордана)  |                                                                      |                                                                      |
| Лучший актёр второго плана                                                 | • Леонард Нимой — «Вторжение похитителей тел» (за роль Дэвида Кибнера) |                                                                      |                                                                      |
| Лучший актёр второго плана                                                 | • Майкл Ансара — «Маниту» (за роль Джона «Поющая Скала»)               |                                                                      |                                                                      |
| Лучший актёр второго плана                                                 | • Майкл Джексон — «Виз» (за роль Страшилы)                             |                                                                      |                                                                      |
| Лучшая актриса второго плана                                               |                                                                        | • Дайан Кэннон — «Небеса могут подождать» (за роль Джулии Фарнсворт) | • Дайан Кэннон — «Небеса могут подождать» (за роль Джулии Фарнсворт) |
| Лучшая актриса второго плана                                               | • Ута Хаген — «Мальчики из Бразилии» (за роль Фриды Мэлони)            |                                                                      |                                                                      |
| Лучшая актриса второго плана                                               | • Мэйбл Кинг — «Виз» (за роль Эвеллин)                                 |                                                                      |                                                                      |
| Лучшая актриса второго плана                                               | • Валери Перрин — «Супермен» (за роль Евы Тешмахер)                    |                                                                      |                                                                      |
| Лучшая актриса второго плана                                               | • Бренда Ваккаро — «Козерог-1» (за роль Кей Брубейкер)                 |                                                                      |                                                                      |
| Лучшая режиссура                                                           |                                                                        | • Филип Кауфман за фильм «Вторжение похитителей тел»                 | • Филип Кауфман за фильм «Вторжение похитителей тел»                 |
| Лучшая режиссура                                                           | • Франклин Дж. Шеффнер — «Мальчики из Бразилии»                        |                                                                      |                                                                      |
| Лучшая режиссура                                                           | • Уоррен Битти и Бак Генри — «Небеса могут подождать»                  |                                                                      |                                                                      |
| Лучшая режиссура                                                           | • Ричард Доннер — «Супермен»                                           |                                                                      |                                                                      |
| Лучшая режиссура                                                           | • Робин Харди — «Плетёный человек»                                     |                                                                      |                                                                      |
| Лучший сценарий                                                            | Элейн Мей                                                              | • Элейн Мей и Уоррен Битти — «Небеса могут подождать»                | Уоррен Битти                                                         |
| Лучший сценарий                                                            | Элейн Мей                                                              | • Хейвуд Гулд — «Мальчики из Бразилии»                               | Уоррен Битти                                                         |
| Лучший сценарий                                                            | Элейн Мей                                                              | • Альфред Соул и Розмари Ритво — «Элис, милая Элис»                  | Уоррен Битти                                                         |
| Лучший сценарий                                                            | Элейн Мей                                                              | • Клифф Грин — «Пикник у Висячей скалы»                              | Уоррен Битти                                                         |
| Лучший сценарий                                                            | Элейн Мей                                                              | • Энтони Шэффер — «Плетёный человек»                                 | Уоррен Битти                                                         |
| Лучшая музыка                                                              |                                                                        | • Джон Уильямс за музыку к фильму «Супермен»                         | • Джон Уильямс за музыку к фильму «Супермен»                         |
| Лучшая музыка                                                              | • Джерри Голдсмит — «Мальчики из Бразилии»                             |                                                                      |                                                                      |
| Лучшая музыка                                                              | • Дэйв Грузин — «Небеса могут подождать»                               |                                                                      |                                                                      |
| Лучшая музыка                                                              | • Джерри Голдсмит — «Магия»                                            |                                                                      |                                                                      |
| Лучшая музыка                                                              | • Пол Джованни — «Плетёный человек»                                    |                                                                      |                                                                      |
| Лучшие костюмы                                                             | • Тиони В. Олдридж — «Глаза Лауры Марс»                                | • Тиони В. Олдридж — «Глаза Лауры Марс»                              | • Тиони В. Олдридж — «Глаза Лауры Марс»                              |
| Лучшие костюмы                                                             | • Патриция Норрис — «Козерог-1»                                        |                                                                      |                                                                      |
| Лучшие костюмы                                                             | • Теадора Ван Ранкл и Ричард Бруно — «Небеса могут подождать»          |                                                                      |                                                                      |
| Лучшие костюмы                                                             | • Ивонн Блейк и Ричард Бруно — «Супермен»                              |                                                                      |                                                                      |
| Лучшие костюмы                                                             | • Тони Уолтон — «Виз»                                                  |                                                                      |                                                                      |
| Лучший грим                                                                | • Уильям Таттл и Рик Бейкер — «Ярость»                                 | • Уильям Таттл и Рик Бейкер — «Ярость»                               |                                                                      |
| Лучший грим                                                                | • Ли Харман, Винсент Каллахан, Линн Донахью — «Глаза Лауры Марс»       |                                                                      |                                                                      |
| Лучший грим                                                                | • Томас Р. Бурман, Эдуард Ф. Энрикес — «Вторжение похитителей тел»     |                                                                      |                                                                      |
| Лучший грим                                                                | • Джо МакКинни, Томас Р. Бурман — «Маниту»                             |                                                                      |                                                                      |
| Лучший грим                                                                | • Стэн Уинстон — «Виз»                                                 |                                                                      |                                                                      |
| Лучшие спецэффекты                                                         | • Колин Чилверс — «Супермен»                                           | • Колин Чилверс — «Супермен»                                         | • Колин Чилверс — «Супермен»                                         |
| Лучшие спецэффекты                                                         | • Генри Миллер мл. (Van der Veer Photo Effects) — «Козерог-1»          |                                                                      |                                                                      |
| Лучшие спецэффекты                                                         | • Айра Андерсон мл. — «Омен 2: Дэмиен»                                 |                                                                      |                                                                      |
| Лучшие спецэффекты                                                         | • Dell Rheaume, Рассел Хесси — «Вторжение похитителей тел»             |                                                                      |                                                                      |
| Лучшие спецэффекты                                                         | • Альберт Уитлок — «Виз»                                               |                                                                      |                                                                      |
| Лучшая операторская работа (Best Cinematography)                           | • Рассел Бойд — «Пикник у Висячей скалы»                               | • Рассел Бойд — «Пикник у Висячей скалы»                             | • Рассел Бойд — «Пикник у Висячей скалы»                             |
| Лучший монтаж (Best Editing)                                               |                                                                        |                                                                      |                                                                      |
| • Марк Голдблатт и Джо Данте — «Пиранья»                                   | • Марк Голдблатт и Джо Данте — «Пиранья»                               | Джо Данте                                                            |                                                                      |
| Лучший звук (Best Sound)                                                   |                                                                        |                                                                      |                                                                      |
| • Арт Рочестер, Марк Бергер, Andy Wiskes — «Вторжение похитителей тел»     |                                                                        |                                                                      |                                                                      |
| Best Production Design                                                     |                                                                        |                                                                      |                                                                      |
| • Джон Барри — «Супермен»                                                  |                                                                        |                                                                      |                                                                      |
| Лучший публицист (Best Publicist)                                          |                                                                        |                                                                      |                                                                      |
| • Джулиан Ф. Майерс                                                        |                                                                        |                                                                      |                                                                      |
| Best Television                                                            |                                                                        |                                                                      |                                                                      |
| • «Космическая академия» / Space Academy — Эрик Грин (For juvenile acting) |                                                                        |                                                                      |                                                                      |

### Специальные награды
| Награда                                             | Лауреаты | Лауреаты |
| --------------------------------------------------- | --- | --- |
| Золотой Свиток за заслуги (Golden Scroll of Merit)  | • «Колосс: Проект Форбина» / Colossus: The Forbin Project — Стэнли Чейз (For theatrical motion picture production) | • «Колосс: Проект Форбина» / Colossus: The Forbin Project — Стэнли Чейз (For theatrical motion picture production) |
| Специальная награда (Special Award)                 | • Маргарет Хэмилтон                                                                                                | Маргарет Хэмилтон                                                                                                  |
| Награда за достижения в карьере (Life Career Award) | • Кристофер Ли | Кристофер Ли |